# Мора (Порторико)
Мора (шп. Mora) град је у америчкој острвској територији Порторико, острвској држави Кариба.

## Демографија
По попису из 2010. године број становника је 1.583, што је 274 (-14,8%) становника мање него 2000. године.
| Група             | 2000.         | 2010.         |
| Белци             | 3 (0,2%)      | 6 (0,4%)      |
| Афроамериканци    | 114 (6,1%)    | 134 (8,5%)    |
| Азијати           | 0 (0,0%)      | 0 (0,0%)      |
| Хиспаноамериканци | 1.850 (99,6%) | 1.573 (99,4%) |
| Укупно            | 1.857         | 1.583         |